# 吴新春
吴新春（1972年—），四川遂宁人，汉族，中华人民共和国政治人物、第十二届全国人民代表大会四川地区代表。
加入中国民主促进会。歷任遂宁市高升实验小学教師、副校长；四川省遂宁市少儿美术馆馆长；遂宁市投资促进委员会副主任。2008年起担任全国人大代表。2013年，担任全国人大代表。